# Likiep
Likiep è un atollo dell'Oceano Pacifico.  Appartenente alle isole Ratak è amministrativamente una municipalità delle Isole Marshall. Ha una superficie di 10,26 km², e 527 abitanti (1999).

## Popolazione
| Popolazione |      |      |      |      |      |      |  |  |  |
| Anno        | 1958 | 1967 | 1973 | 1980 | 1988 | 1999 |  |  |  |
| Abitanti    | 636  | 430  | 406  | 481  | 482  | 527  |  |  |  |
|             |      |      |      |      |      |      |  |  |  |